# Yohandry Orozco
Yohandry Orozco (Maracaibo, 19 marzo 1991) è un calciatore venezuelano, centrocampista del Selangor.

## Carriera

### Club
Orozco fa il suo debutto all'età di 16 anni, nel 2007, con  l'Unión Atlético Maracaibo contro il Deportivo Anzoátegui. Nel 2009 firma per il Zulia. Diventa la chiave del centrocampo, segnando 8 gol nella prima parte di stagione del 2010-2011.
Il 28 febbraio 2011 firma un quadriennale fino al 30 giugno 2015 con i tedeschi del Wolfsburg, diventando così il terzo giocatore venezuelano a giocare in Bundesliga dopo Juan Arango e Tomás Rincón.

### Nazionale
Nel 2009, dopo aver debuttato al mondiale Under-20 in Egitto, fa il suo esordio anche in nazionale maggiore il 3 marzo 2010 in un'amichevole disputata contro il Panamá. Nel gennaio 2011 partecipa al sudamericano Under-20. Il 24 gennaio 2011 contro il Perù segna il più bel goal del torneo, da molti paragonato al Gol del secolo di Diego Armando Maradona.